# Akinori Kosaka
Akinori Kosaka (jap. 小阪 昭典, Kosaka Akinori; * 14. September 1975 in der Präfektur Fukui) ist ein ehemaliger japanischer Fußballspieler.

## Karriere
Kosaka erlernte das Fußballspielen in der Schulmannschaft der Maruoka High School und der Universitätsmannschaft der Komazawa-Universität. Seinen ersten Vertrag unterschrieb er 1998 bei den Omiya Ardija. Der Verein spielte in der zweithöchsten Liga des Landes, der Japan Football League. Für den Verein absolvierte er 99 Spiele. Ende 2002 beendete er seine Karriere als Fußballspieler.